# Finhan
Finhan (en francès Finhan) és un municipi francès situat al departament de Tarn i Garona i a la regió d'Occitània.

## Demografia
| 1962                                       | 1968 | 1975 | 1982 | 1990 | 1999 | 2006  |
| ------------------------------------------ | ---- | ---- | ---- | ---- | ---- | ----- |
| 928                                        | 986  | 906  | 893  | 900  | 934  | 1.246 |
| Des de 1962: població sense dobles comptes |      |      |      |      |      |       |

## Administració
| Període   | Identitat               | Partit |
| --------- | ----------------------- | ------ |
| 2001-2008 | Jean-Claude Tournie     |        |
| 2008-     | Jean-François Fernandez |        |

## Monuments

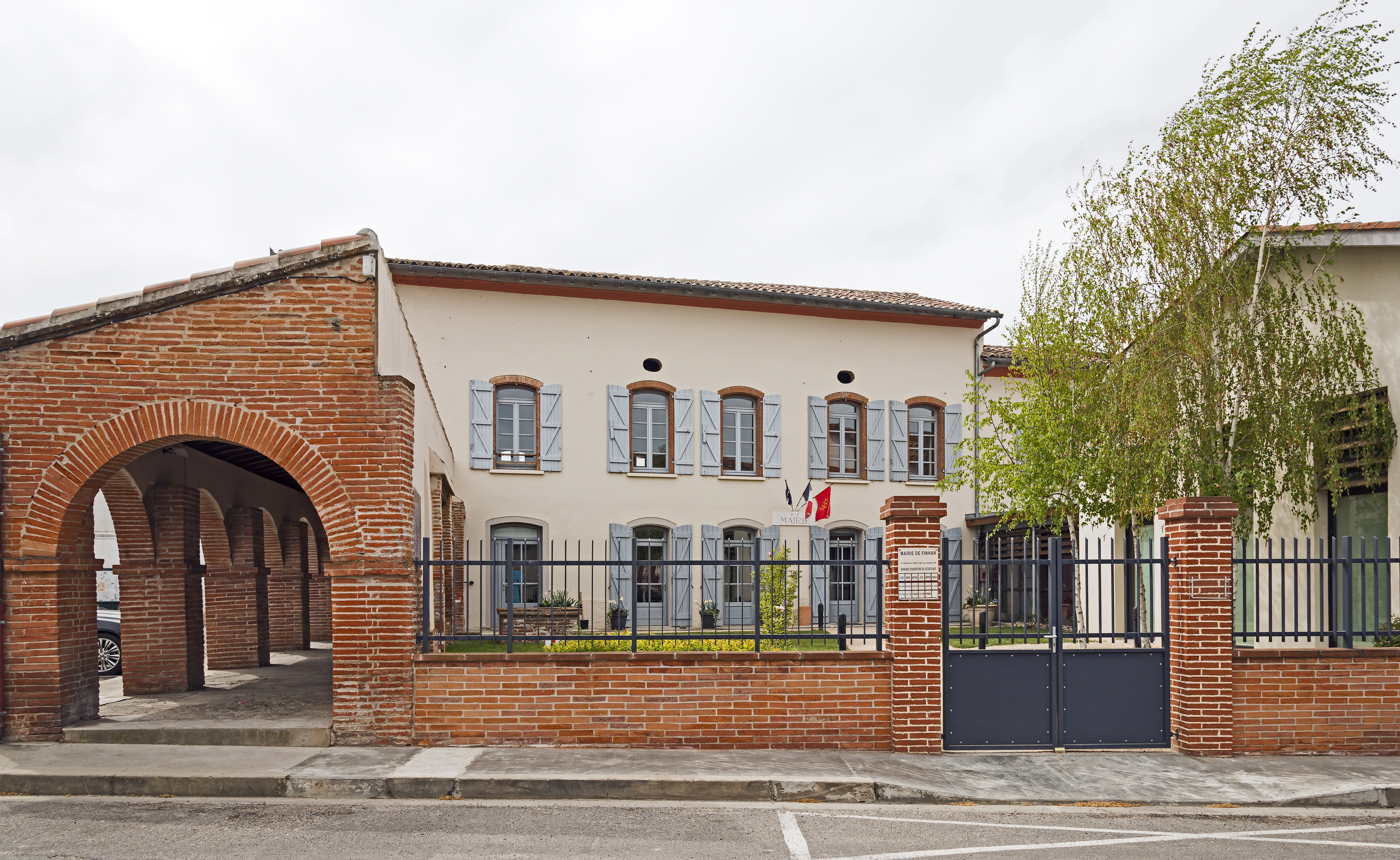
l'Ajuntament
el campanar
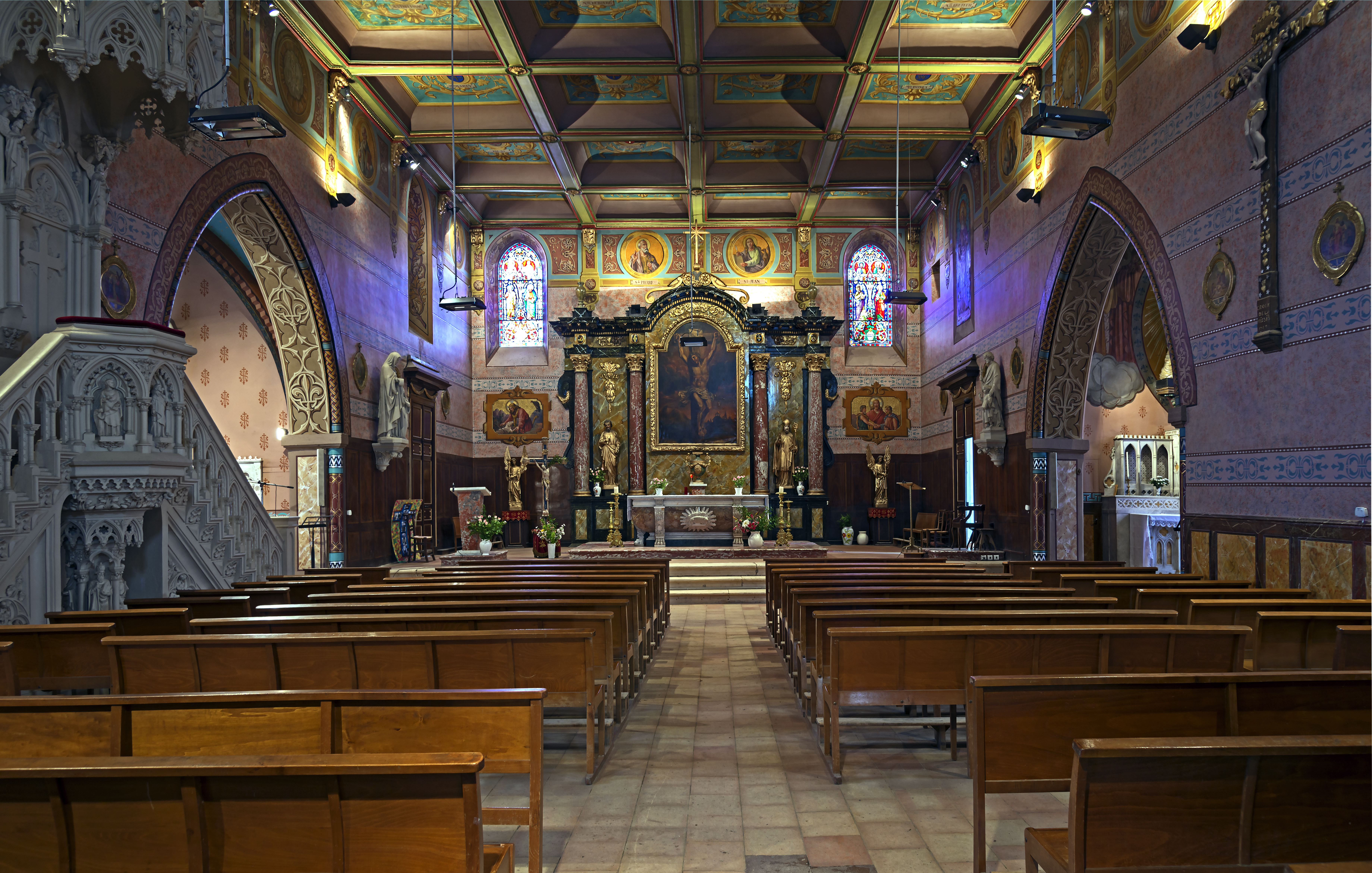
Dins de l'església
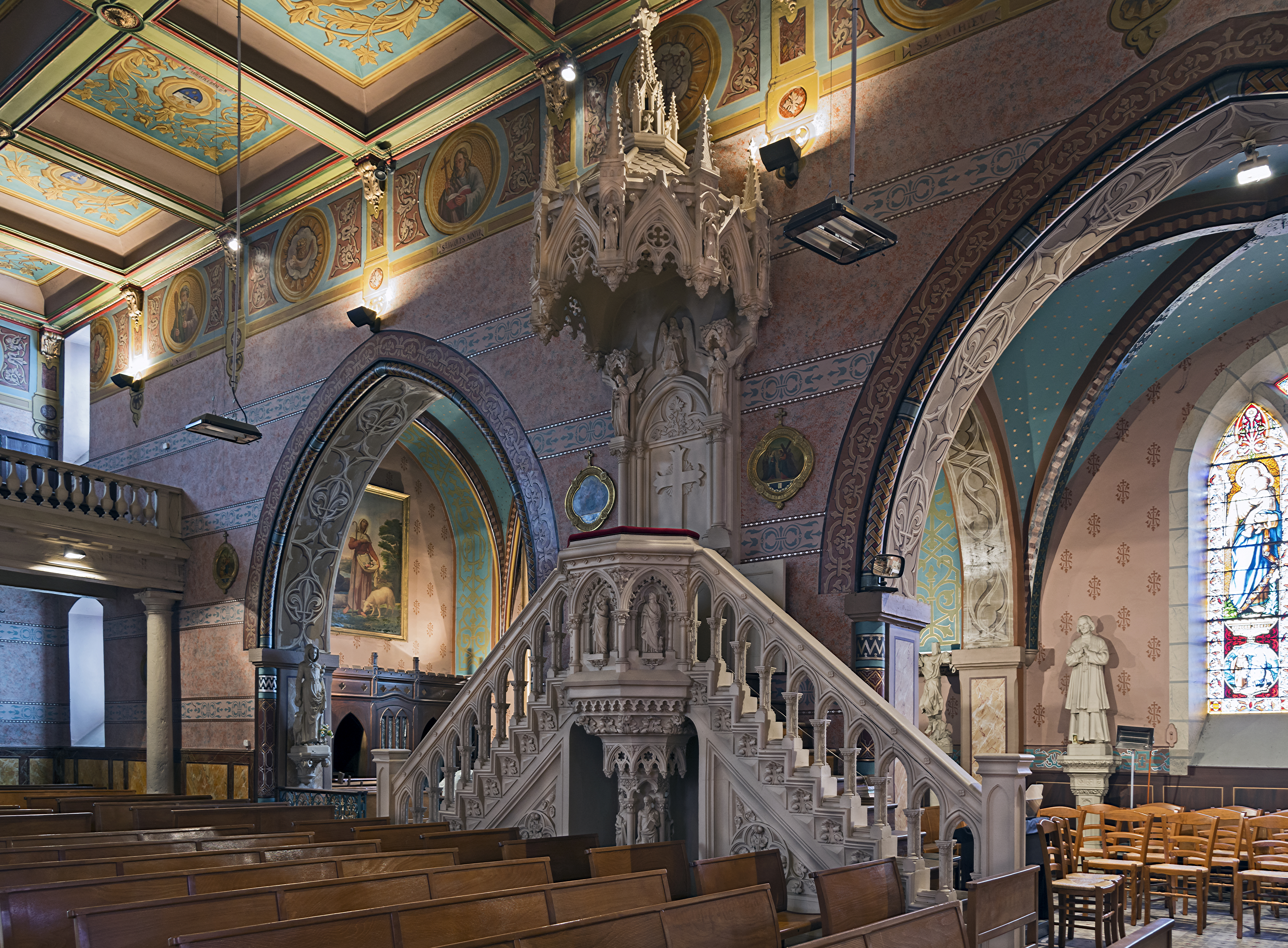
la carn
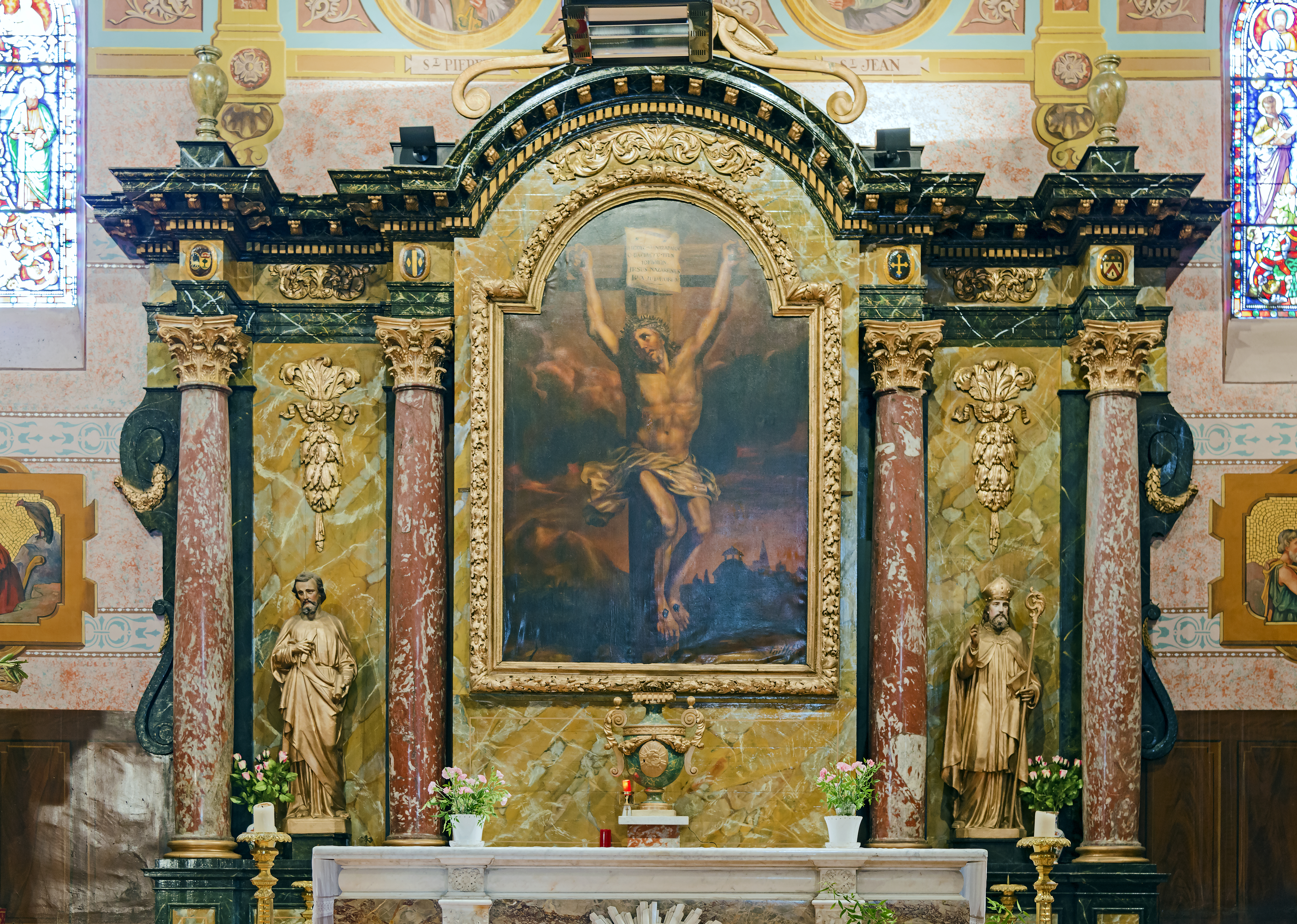
retaule
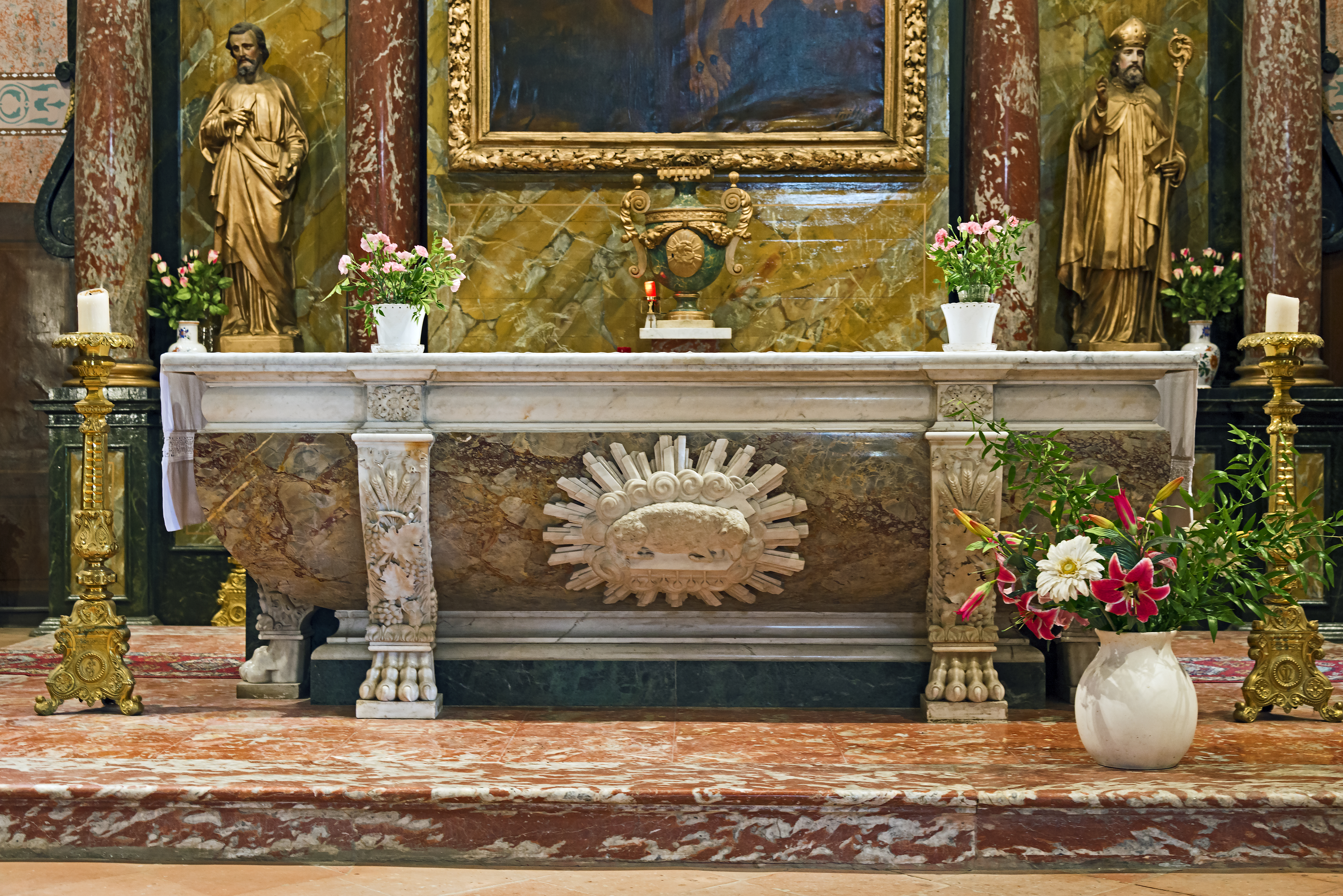
altar
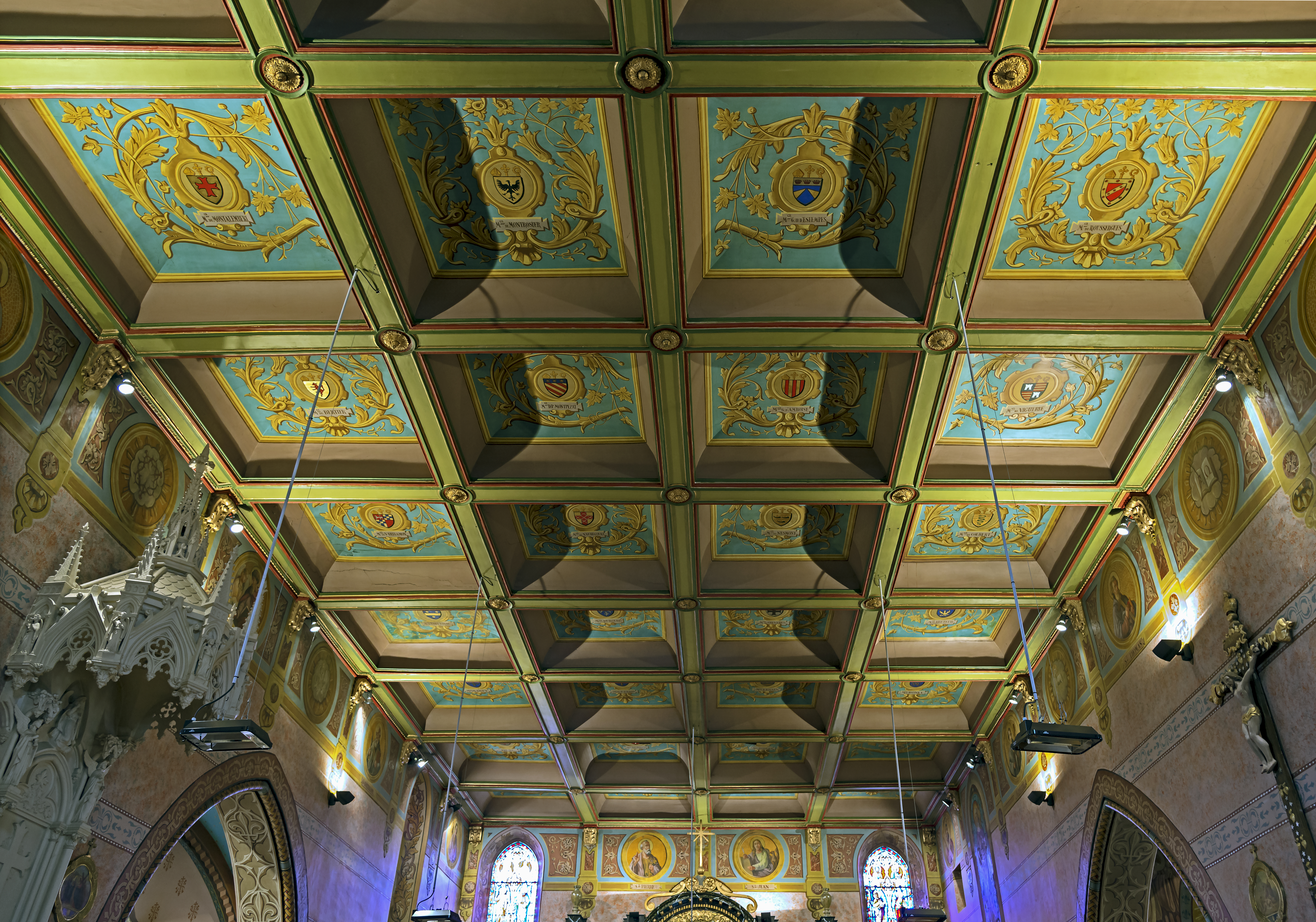
el sostre
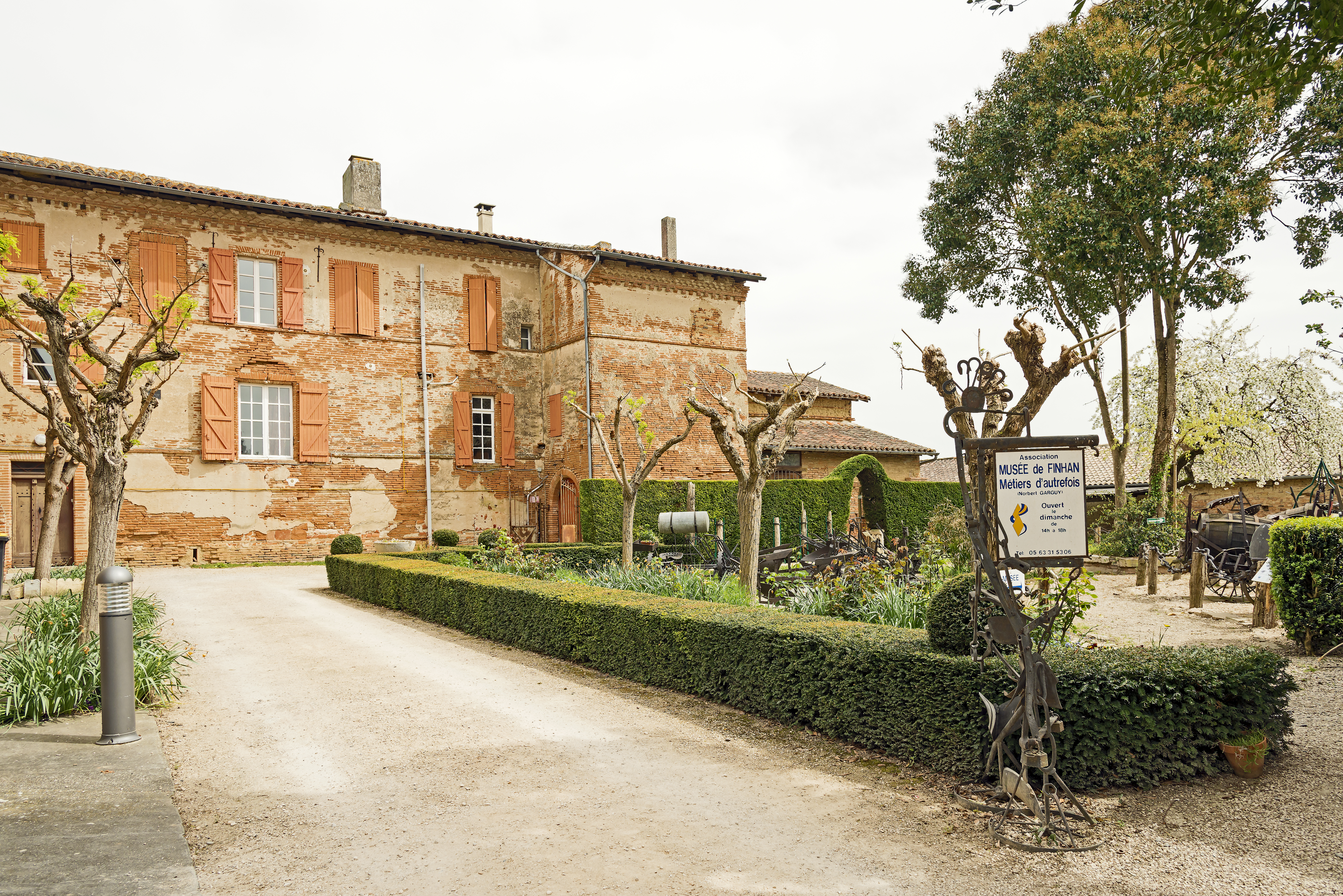
el Museu
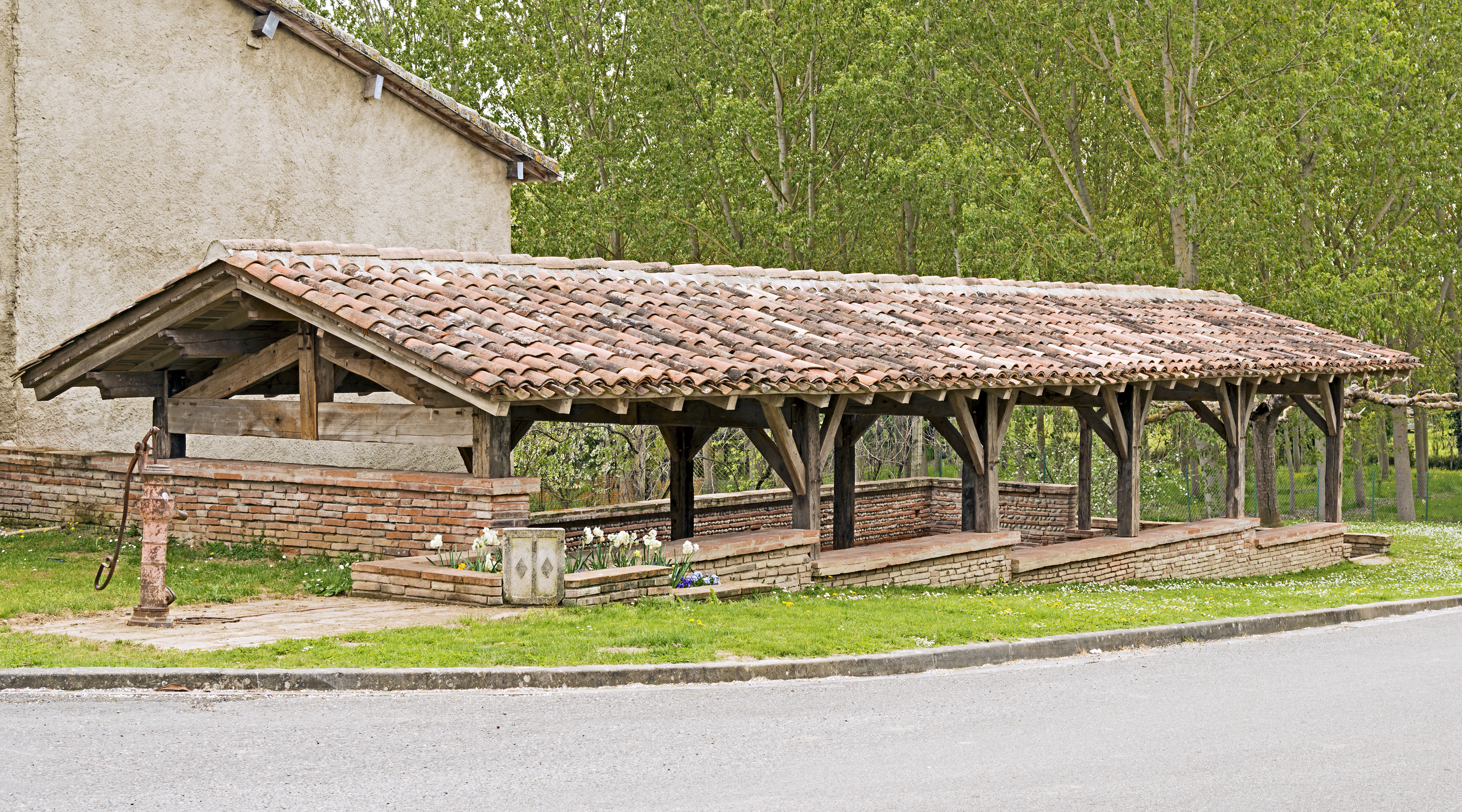
la bugaderia